# Deparia lancea
Deparia lancea är en majbräkenväxtart som först beskrevs av Thunb. och Murray, och fick sitt nu gällande namn av Fraser-jenkins. Deparia lancea ingår i släktet Deparia och familjen Athyriaceae. Utöver nominatformen finns också underarten D. l. rheophila.